# QFP

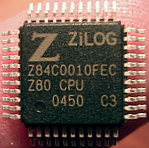
Uno Zilog Z80 in formato QFP a 44 piedini (variante LQFP).

Il Quad Flat Package, o QFP, è un formato del package (contenitore) di un circuito integrato, generalmente di forma quadrata, con i piedini che spuntano da ognuno dei 4 lati. È utilizzato principalmente per il montaggio superficiale dei chip, mentre è raro per l'utilizzo con gli zoccoli. I chip QFP non sono adatti al montaggio through-hole. Le versioni del QFP mostrano da 32 a 304 piedini con un passo degli stessi che può variare da 0,4 a 1,0 mm. Esistono anche casi speciali, come i formati LQFP ("Low profile QFP") e TQFP ("Thin QFP").
Il package QFP è divenuto comune in Europa e negli Stati Uniti d'America durante gli anni novanta, anche se in Giappone si utilizzava per l'elettronica di consumo già negli anni settanta.
Un package simile al QFP è il PLCC: in quest'ultimo i piedini sono più larghi (mediamente 1,27 mm) e ricurvi (nella classica forma a "J") per semplificare il montaggio negli zoccoli (sono comunque anche saldabili). Il formato PLCC è molto usato per le memorie Flash di tipo NOR e per altri componenti programmabili.

## Varianti

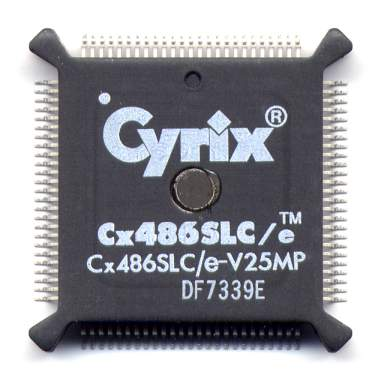
Un Cyrix Cx486SLC in formato BQFP.

La forma base è un quadrato o un rettangolo con i piedini che fuoriescono ai 4 lati ma le varianti di disegno sono numerose. Queste differiscono di solito per il numero di piedini, il passo, le dimensioni ed i materiali utilizzati (generalmente per migliorare le caratteristiche termiche). Una variante molto nota è denominata Bumpered Quad Flat Package (BQFP), che presenta ai 4 angoli delle protuberanze che servono a proteggere i piedini da eventuali urti che potrebbero danneggiarli prima che siano saldati.
Le varianti sono:
- BQFP - (Bumpered Quad Flat Package)
- BQFPH - (Bumpered Quad Flat Package with heat spreaders) (con diffusori di calore)
- CQFP - (Ceramic Quad Flat Package)
- FQFP - (Fine Pitch Quad Flat Package)
- HQFP - (Heat sinked Quad Flat Package)
- LQFP - (Low Profile Quad Flat Package)
- MQFP - (Metric Quad Flat Package)
- PQFP - (Plastic Quad Flat Package)
- SQFP - (Small Quad Flat Package)
- TQFP - (Thin Quad Flat Package)
- VQFP - (Very small Quad Flat Package)
- VTQFP - (Very Thin Quad Flat Package)

Alcuni package QFP hanno una piastrina sporgente. Questa piastrina può trovarsi sopra o sotto al chip e può fungere sia come connessione per la messa a terra e/o come dissipatore di calore. La piastrina è generalmente di 10 o più mm² e se è posta sotto al chip essa passa il calore alla scheda madre. I package QFP con questa piastrina sono in genere indicati con il suffisso -EP per "Exposed Pad" (es.: LQFP-EP 64) o con un numero dispari di piedini (es.: TQFP-101).